# Холопий городок (на Волхове)
Холопий городок — городище VIII—XIII веков. Находится в Новгородском районе Новгородской области, на территории Савинского сельского поселения, неподалёку от Новгорода, на правом берегу реки Волхов, напротив микрорайона города Кречевицы и деревни Стрелка, к западу от деревни Новониколаевское, и к северу от Хутынского монастыря. Расположено на холме с крутыми склонами в 14 км от озера Ильмень при слиянии Волхова с протокой Малый Волховец у южного берега Холопьего озера. Древнейшие слои городища относятся к периоду не позднее рубежа VIII—IX веков.
Состоял Холопий городок из городища (20х100 м, высота 5—7 метров) и примыкающего к нему селища. Холопий городок в IX веке имел площадь менее 1 га. В 1979 году здесь открыт клад восточных куфических монет с младшей монетой 810 года, а также клад сельхозинвентаря, бутылковидные женские подвески (в слое IX века) и др. Найденные здесь железные удила с эсовидными псалиями и зооморфными головками, инкрустированными латунными пластинами с глазками-вставками из синего стекла, имеют точные аналогии в славяно-аварских могильниках Среднего Подунавья.
В договоре 1270 года Новгорода с Ганзейским союзом городов упомянута пристань нем. Drelleborch (ср. скан. trelleborg, букв. Холопий Городок), как место последней остановки при движении вверх по Волхову перед Новгородом.
На северном берегу Холопьего озера, у реки Робейка, на холме где сейчас находится деревня Слутка в 1418 году была построена деревянная церковь Святого Николая Чудотворца, здесь существовал монастырь — Ксенофонтов Николаевский монастырь (Николаевская Ксенофонтова пустынь, Селифонтова пустынь). В «Житии преподобного Ксенофонта Робейского» связывается основание пустыни с ним, то есть XIII век, а самое раннее упоминание о монастыре в летописи Авраамки, где он назван Селифонтовой пустынью, о строительстве деревянной церкви Святого Николая Чудотворца в 1418 году, которая являлась главным храмом монастыря до XVIII века. В писцовой книге Обонежской пятины, на территории где был расположен монастырь, в 1582—1583 годах числится церковь Святого Николая Чудотворца с приделом Сретения Господня. В описи 1617 года церковь Святого Николая Чудотворца упомянута как единственная каменная церковь Селифонтовой пустыни, в 1764 году монастырь был упразднён, а церковь преобразована в приходскую.

Посол римского папы Сигизмунд Герберштейн, посещавший Новгород в 1517 и 1526 годах, записал легенду: 
Новгородские жёны устав от многолетнего отсутствия мужей, занятых осадой греческого города Корсуни, вышли замуж за рабов. А когда мужья вернулись, рабы попытались не пустить их в город. Новгородцы изгнали их без оружия, взяв дубинки и плётки. Тогда рабы укрылись в месте, которое называлось Холопий городок, но потерпели поражение и понесли от господ заслуженную кару.
Здесь же на мысу Холопий городок и окрестностях найдены остатки поселений позднего каменного века. Поселения располагались при впадении Малого Волховца в Волхов, в местах мелководных лиманов расположенных чуть восточнее (в сторону деревень Робейка и Новониколаевское) и южнее, у подножия холма на котором стоит ныне Хутынский монастырь. В 2006 году здесь также проводились археологические раскопки, как городища так и селища.
Указом Президента РФ от 20 февраля 1995 года № 176 «Об утверждении Перечня объектов исторического и культурного наследия федерального (общероссийского) значения» в перечень внесены два археологических памятника городища:
- Городище «Холопий городок» (VIII—X века);
- «Сопка» (VIII-X века, культура псковских длинных курганов).